# آگویارنوپولیس
آگویارنوپولیس (به پرتغالی: Aguiarnópolis) یک منطقهٔ مسکونی در برزیل است که در توکانتینس واقع شده‌است. آگویارنوپولیس ۲۳۵ کیلومتر مربع مساحت و ۶٬۸۹۲ نفر جمعیت دارد.